# كوكب الدرية لأخبار إفريقية
كوكب الدرية لأخبار إفريقية هو كتاب عربي عن منطقة ساحل شرق إفريقيا المعروفة باسم الزنج. وقد كتبه فاضل بن عمر البوري عام 1913.
عنوان كتاب كوكب الدرية مستوحى من قصيدة الكواكب الدرية في مدح خير البرية للشاعر البوصيري في القرن الثالث عشر، والتي تُعرف أحيانًا ببردة البوصيري. لغة الكتاب هي العربية ولكنها رديئة للغاية. الكتابة بشكل عام ركيك وقد لا يمثل سوى مسودة أولى بسبب وفاة المؤلف قبل تحريرها. تشير الجملة الأخيرة من الكتاب إلى مجلد ثانٍ ربما لم يُكتب أبدًا.
كان مؤلف كتاب كوكب هو الشيخ فاضل بن عمر البوري. كان سواحليًا، من عرق الباجون ومتحدثًا أصليًا للغة السواحيلية. يشير اسم البوري إلى أنه ينتمي إلى عشيرة تحمل هذا الاسم من جزيرة باتي. ربما كان ينتمي إلى واونجوانا، الطبقة التي كان لها الحق التاريخي في انتخاب سلطان باتي [الإنجليزية]. كان موظفًا مدنيًا في خدمة حاكم تاكاونجو [الإنجليزية] المزروعي أولًا، ثم الشركة الملكية البريطانية الشرق أفريقية وبعد عام 1895 في محمية شرق إفريقيا. شغل منصب مدير قرية روكا في الفترة 1905-1908 و1909-1910، ومتانجانييكو في الفترة 1908-1909، وعربوكو في الفترة 1910-1913. تقاعد في عام 1913 في سن متقدمة لكتابة كتابه كوكب. تُوفي في وقت لاحق من ذلك العام.
يُعرف كتاب كوكب الدرية لأخبار إفريقية من مخطوطة واحدة، ويبدو أنها النسخة الأصلية. هناك ملاحظات هامشية موسعة أضافها شخص آخر. تنص إحدى الملاحظات على أن المخطوطة أعطيت للشيخ عثمان بن الشيخ محمد عبد الصومالي في عام 1347 هـ (1928-1929). تستند الترجمة الإنجليزية المنشورة بواسطة جيمس ريتشي إلى صورة فوتوغرافية صنعها جيمس كيركمان، مدير متحف حصن يسوع في مومباسا، في الستينيات. يعتمد النص على المصادر الشفهية والمكتوبة. وأهم هذه المصادر هو كتاب الزنج، الذي يتبعه كتاب كوكب الدرية عن كثب.
يتسم كتاب كوكب الدرية بتحيز قوي لصالح حكام النبهانيين المسلمين العرب في باتي وسيو [الإنجليزية] وضد المزاريع. ووفقًا لكلماته الخاصة، فقد كتب فاضل بن عمر البوري هذا الكتاب لأن سلطنة زنجبار منحت إعانات للمجتمعات العربية والمحلية في المنطقة. وبالتالي فإن الجزء الأول من عمله هو استدلاء على عروبة المدن الساحلية المختلفة في زنجبار والردود عليها. حتى أنه يتضمن قصيدة تذكارية لحفظ المجموعات العربية الحقيقية. كما يتضمن قصيدة من أربعة أسطر باللغة السواحيلية، لكنه لا يحدد مؤلف أي من القصيدتين. يصف عمله بأنه "حول أفريقيا وساحل البحر شرقًا في منطقة خط الاستواء في مكان يسمى الجوب، في شرح الزنج الذين خلقوا (أو ولدوا) فيه أصلًا والعرب وغير العرب والمسيحيين الأوروبيين، حيث تضمن انتقادات للأوروبيين.
أما الجزء الثاني من العمل فهو تاريخ أكثر وضوحًا. فالملاحظات الهامشية المكتوبة باللغة العربية المتفوقة تتبع التسلسل الزمني. إن القيمة التاريخية لمعظم الكتاب وخاصة التاريخ المبكر موضع شك كبير لدى مؤرخي الغرب والذين يروا فيه تقرب السكان والكاتب لجوارهم المسلم، ولكن هناك أدلة لغوية وغيرها تشير إلى أن قصصها قد تكون أكثر من مجرد خيال أو أسطورة.